# Jakob Christof Rad
Jakob Christof Rad (Rheinfelden, Aargau kanton, 1799. március 25. – Bécs, 1871. október 13.) cukoripari szakember, a kockacukor feltalálója.

## Életpályája
A svájci Rheinfeldenben született, amely akkoriban Ausztriához tartozott; apja az osztrák katonaságnál tevékenykedett. Miután 1804-ben kilépett a katonai szolgálatból, 1808-tól a család Bécsbe költözött. Itt Jakob Christof Rad kereskedelmi tanulmányokat folytatott és a „Schwarzer Hund” drogériában dolgozott. Fiatalkoráról kevés adat ismert, feltehetőleg több évet töltött külföldön.
1835-ben beadvánnyal fordult a császárhoz, amelyben bejelentette az optikai távíró feltalálását. A találmányát három évig vizsgálták, majd 1838-ban háromezer birodalmi forinttal díjazták.
1840. februárban feleségül vette Juliana Schillt (1820–1883), és röviddel azután – feltehetőleg a felesége családja közbenjárására – Morvaországban a daschitzi (ma Dačice) cukorgyár igazgatójává nevezték ki. Rad új gépeket szerzett be, és felfuttatta a gyárat: a termékeiket hamarosan Csehországban, Bécsben, Budapesten és Lembergben is forgalmazták. Alapított egy új gyárat is, amely csokoládét, kandírozott gyümölcsöt és egyéb édességeket állított elő.
1843. január 23-án Rad öt évre szóló szabadalmat szerzett az általa feltalált kockacukorprésre (korábban a cukrot süveg formájában vagy folyékony cukorként forgalmazták), amelyet 1848-ban további öt évre meghosszabbított. A daschitzi gyár hat prése, amelyet 12 nő, 11 férfi és 36 gyermek üzemeltetett, naponta 1120 kg kockacukor előállítására volt képes. A fogyasztók azonban továbbra is inkább a hagyományos süvegformájú cukrot vásárolták.
1846-ban Rad családjával együtt Bécsbe költözött, ahol 1849-ig a kereskedelmi kamara titkáraként dolgozott, illetve rövid ideig egy élelmiszerkereskedelmi cég üzletkötője és cégvezetője volt. 1849-től az állami távírdák ideiglenes felügyelőjeként Triesztbe helyezték azzal a megbízással, hogy kiépítsen egy kísérleti optikai távíróvonalat Isztria és Dalmácia között. A kísérlet kudarccal végződött, és 1853-ban a feltalálót választás elé állították: áthelyezik az állami vasúttársasághoz vagy 1600 forint végkielégítéssel kilép az állami szolgálatból.

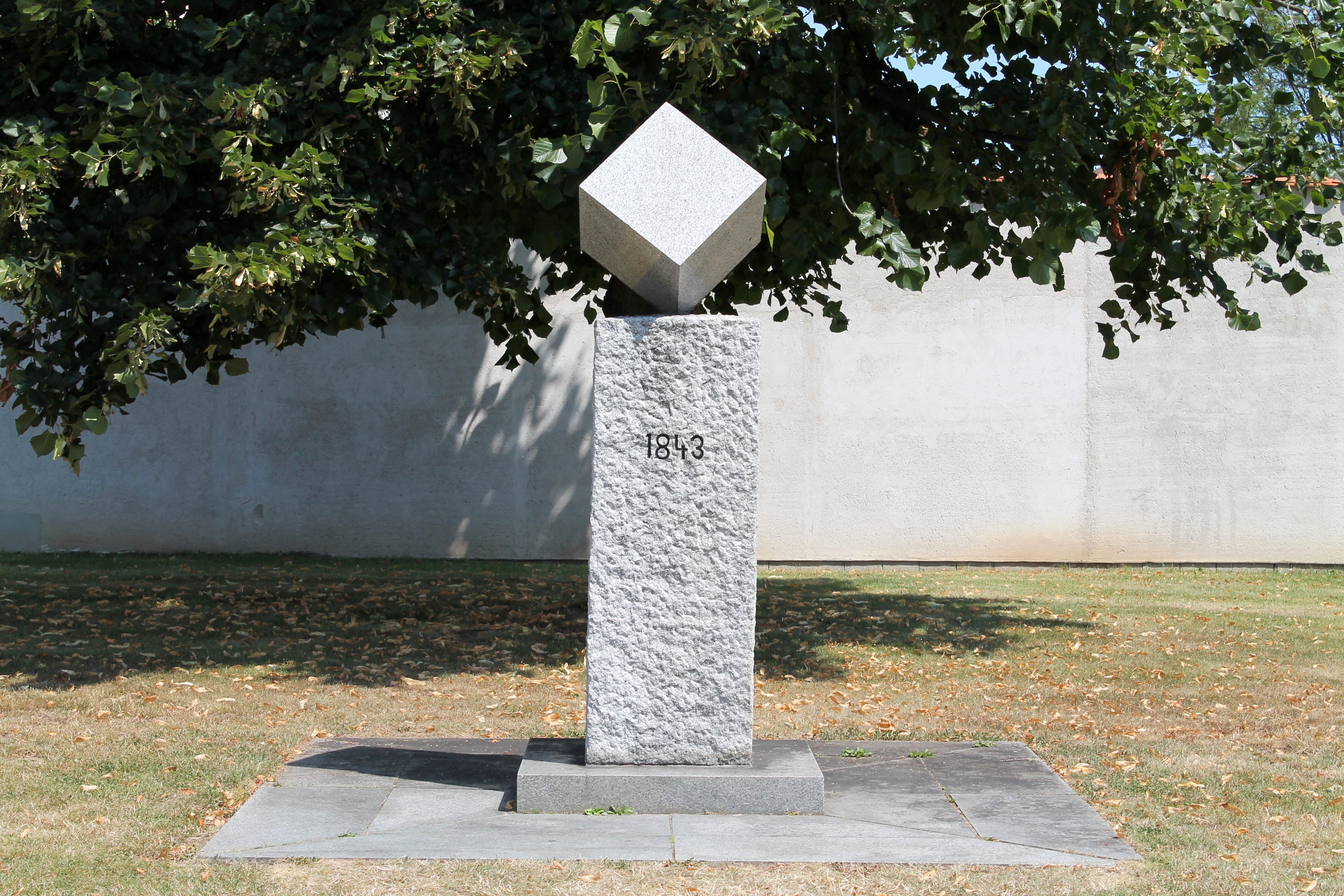
A kockacukor emlékműve Dačicében

Rad ezek után a königsfeldi (ma Královo Pole néven Brno kerülete); utána valószínűleg a königsaali (ma Zbraslav) és líbeznicei cukorgyárakban dolgozott. Közreműködött az osztrák cukoripari egyesülés (Verein für Rübenzucker-Industrie in Kaiserthum Österreich) megalapításánál, 1855-56-ban az egyesülés prágai titkára volt. 1860-tól az egyesület bécsi képviseletének a vezetője, 1863-tól főtitkára lett. 1864-től szerkesztette az egyesület lapját (Marktbericht des Vereins für die Rübenzucker-Industrie im Kaiserthum Österreich), amely az első cukoripari szaklap volt Ausztriában. Számos publikációja jelent meg a cukoripar vonatkozásában, elsősorban közgazdasági és adóügyi tárgykörben.
1983-ban Dačiceben emlékművet emeltek a kockacukornak (és nem a felfedezőjének).
2009-ben egy cseh vállalkozás Juliana márkanevű cukrot forgalmaz; a termék csomagolását Juliana és Jakob Christof Rad képe díszíti.

## Művei
- Der Rübenzucker in national-ökonomischer, finanzieller, industrieller und landwirtschaftlicher Beziehung, mit besonderer Rücksicht auf die österreichischen Staaten und Deutschland. 1848.
- Colonisationsplan für Ungarn, Siebenbürgen, Slavonien, Galizien und die Bukowina. 1852.
- Die Rübenzucker-Industrie in Österreich vom Standpunkte der Volkswirtschaft und Finanzpolitik. 1857 (a szerző nevének feltüntetése nélkül)
- Vorschlag zur Errichtung einer Centralraffinerie in Prag. 1858.
- Beleuchtung der Rübenbesteuerungsfrage. 1862.
- Colonial- oder Rübenzucker, welcher von beiden verdient in Oesterr. größerer Schutz? 1862.
- Statutenentwurf zu einem Pensionsverein für Zuckerfabriken. 1861.
- Associations-Entwurf für Rohrzucker-Fabriken behufs Erricchtung gemeinschaftlicher Raffinerien. 1862.
- Beleuchtung der Zuckerfrage im neuen Zolltarifs-Entwurfe. 1864.
- Zucker-Produktion, Einfuhr und Consumation in Europa. 1866.
- Boden und Production. Ein Versuch zur Lösung der Aufgabe die Bodenproduction in Oesterr. schneller zu heben. 1866.
- Adressen der Rübenzucker-Fabriken des Kaiserthums Rußland, Oesterr., des Zoll-Vereins, Belgien, Frankreichs, Hollands und der Raffinerien Englands. 1865.